# Понор (Пале)
Вижте пояснителната страница за други значения на Понор.
Понор (на сръбски: Понор) е село в Република Сръбска (Босна и Херцеговина), част от община Пале. Населението на селото през 1991 година е 76 души, от които 66 се определят като етнически сърби, а останалите 10 – като други.

## География
Намира се в карстов район в подножието на планината Яхорина.

## Население
Брой жители според преброяванията през годините:
- 1961 – 233 жители
- 1971 – 170 жители
- 1981 – 100 жители
- 1991 – 76 жители

## Личности
- Роден (1954) Мичо Станишич, министър на вътрешните работи на Република Сръбска от 1992 до 1993 г.

|  | Тази страница частично или изцяло представлява превод на страницата „Понор (Пале)“ в Уикипедия на сръбски. Оригиналният текст, както и този превод, са защитени от Лиценза „Криейтив Комънс – Признание – Споделяне на споделеното“, а за съдържание, създадено преди юни 2009 година – от Лиценза за свободна документация на ГНУ. Прегледайте историята на редакциите на оригиналната страница, както и на преводната страница, за да видите списъка на съавторите. ВАЖНО: Този шаблон се отнася единствено до авторските права върху съдържанието на статията. Добавянето му не отменя изискването да се посочват конкретни източници на твърденията, които да бъдат благонадеждни. |